# The Kelpies
The Kelpies són dues escultures: dos caps de cavall de 30 metres d'alçada que representen kelpies (esperits de l'aigua de la mitologia escocesa que canvien de forma), situades entre Falkirk i Grangemouth, però més a prop de Grangemouth, dempeus al costat del canal Forth and Clyde, i a prop del riu Carron, a The Helix, un projecte de zones verdes per a connectar setze poblets del consell de Falkirk, a Escòcia. Les escultures foren dissenyades per l'escultor Andy Scott i s'acabaren a l'octubre del 2013. Formen una porta d'entrada a aquest canal Forth and Clyde.
Les escultures s'inauguraren l'abril del 2014. Aquesta ampliació del canal torna a connectar el canal Forth and Clyde amb el riu Forth i millora la navegació entre l'est i l'oest d'Escòcia.